# 米亞傑利湖

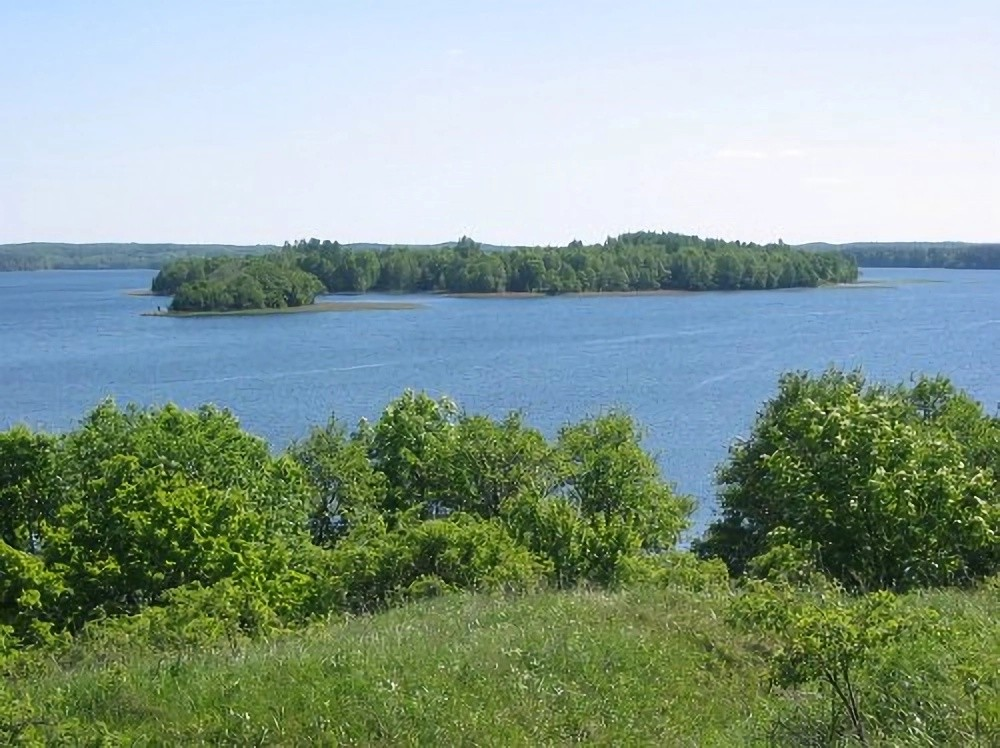
米亞傑利湖

米亞傑利湖是白俄羅斯明斯克州的湖泊，位於米亞傑利以北4公里，長6.3公里、寬4公里，面積16.2平方公里，流域面積89.2平方公里，海拔高度160米，湖岸線長度30.9公里，平均水深6.3米，最大水深24.6米。

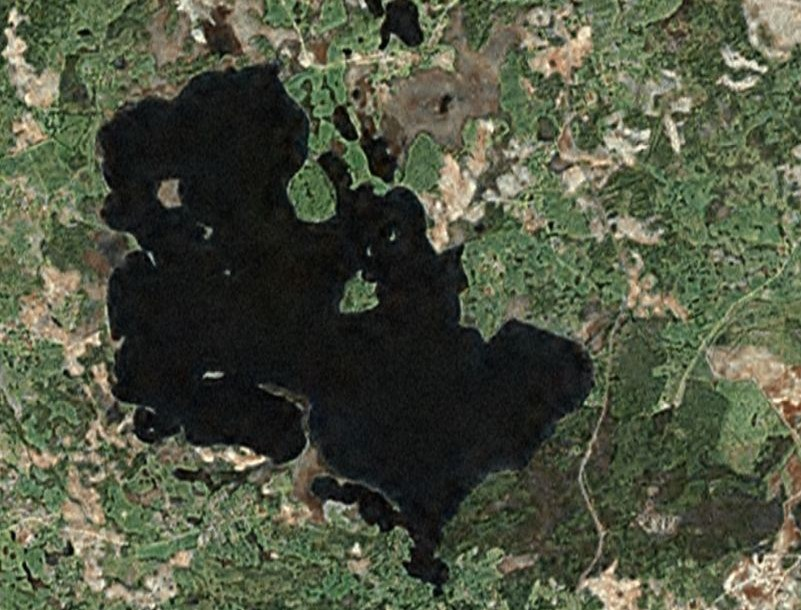
衛星圖